# Aeaea extensa
Aeaea extensa är en fjärilsart som beskrevs av Braun 1919. Aeaea extensa ingår i släktet Aeaea och familjen fransmalar. Inga underarter finns listade i Catalogue of Life.